# Wuthering Heights (группа)
Wuthering Heights — основанная в 1989 году датская хеви-металлическая группа с несколько эклектичным музыкальным стилем на стыке пауэр-метала, фолк-метала и прогрессивного метала.

## История группы
Группа была образована в Копенгагене в 1989 году под названием Angelica. Ничего не записав под этим именем, группа сменила своё название на Minas Tirith, по названию вымышленного города и крепости в Средиземьи легендариума Дж. Р. Р. Толкина. В конце 1992 года группа выпускает демо-магнитоальбом Tales From The Woods. Перед записью второго демо в 1995 году группа вновь меняет название, на этот раз на Vergelmir. Запись проводилась в Копенгагене на студии «Sweet Silence Studio» — студии, которая принимала таких грандов как Metallica и Blind Guardian. Эта демо-запись была очень хорошо принята в Италии и Германии.
Под своим нынешним названием группа впервые появляется на сборнике Extremity Rising Vol.2, вышедшем в 1996 году на лейбле «Serious Entertainment». Композиция «Sorrow In Memoriam» уже содержит все черты, отличающие «Wuthering Heights», такие как, народные инструменты, оркестровые партии, высокий темп.
В 1997 году группа подписала контракт с немецким лейблом готик-метала «Prophecy Productions» и подготовила демо Within. Ориентация в сторону прогрессивного метала не понравилась лейблу и он разрывает договор ещё до выхода альбома. Но к группе проявляют интерес несколько других производителей и она в 1998 году записывается на американском лейбле прогрессив-метала «The Laser’s Edge/Sensory». По требованию лейбла демо-альбом Within перезаписывается, и становится первым в трилогии. Перезапись прошла в августе и сентябре 1998 года под руководством Якоба Хансена. В состав группы на тот момент входили Эрик Равн (гитара), Руне С. Бринк (клавишные), Каспер Грам (бас-гитара), Мортен Нодгаард (ударные) и Кристиан «Крилле» Андрен (вокал). Дизайн альбома был создан Кристианом Вэлином (известным по своей работе с King Diamond, Dissection, Bathory, Morgana Lefay). Диск был хорошо принят во всем мире. Группа выступает с концертами в Дании в конце 1999 года и начале 2000 года с Петером Йенсеном (Sinphonia, Lost Horizons) в качестве дополнительного гитариста.
В результате раскола в группе в 2000 году, её покидают Каспер Грам и Мортен Нодгаард. Для записи второго альбома To Travel For Evermore в группу моментально призываются шведский гитарист Хенрик Флаймен (Moahni Moahna, ZooL), Мортен Г. Серенсен (Pyramaze, Aurora) на ударных и итальянский бас-гитарист Лоренцо Дехо (Time Machine, Khali) в качестве приглашённого участника. Запись начинается в июне 2001 года на студии «Jailhouse Studios» под руководством Томми Хансена (Helloween, Pretty Maids, Twilight, Beyond Twilight, Chroming Rose), который также участвовал как приглашённый музыкант. В течение лета 2002 года альбом расходится по всему миру, включая и Россию.
Не имея возможности выступать на сцене, Эрик Равн сразу начинает готовить третий альбом — Far From the Madding Crowd. Он также записывается на студии «Jailhouse Studios» с Томми Хансеном летом 2003 года. Вокалистом на этом альбоме стал Нильс Патрик Юханссон (Astral Doors). Альбом вышел в конце 2003 года, и оказался более мелодичным с креном в фолк, чем предыдущий альбом, а шведский журнал «HiFi & Musik» присвоил ему статус «хард-рок альбом года».
Оба последних альбома получили неплохие отзывы у критиков и, после очередной ротации в составе, летом 2004-го группа впервые выезжает за пределы Европы. Первый неевропейский концерт состоялся в рамках «ProgPower festival» в Атланте (США, штат Джорджия). Выступление было снято и должно было выйти в качестве бонус-DVD к четвёртому альбому The Shadow Cabinet 2006 года, но в итоге вышло отдельной записью в США.
Летом 2005 года группа даёт первое за несколько последних лет выступление в Европе — она играет на «Park Rock Festival» в Швеции. Фрагменты выступления группы транслировались в прайм-тайме шведского ТВ. А следом была запись альбома «The Shadow Cabinet».
К моменту записи в 2010 году пятого альбома Salt Эрик Равн остался единственным участником первого состава группы. На запись альбома был подписан контракт с лейблом «Scarlet Records».
С марта 2011 года группа находится в вынужденном отпуске, вызванном проблемами со здоровьем (спина) у Эрика Равна. И хотя официально о распаде группы объявлено не было, её участники принимают участие в других проектах.

## Музыкальный стиль
Уникальность музыкальному стилю «Wuthering Heights» придаёт комбинация классического хеви-метала и пауэр-метала с высоковиртуозным спид-металом, смешанным с фолком. Волынка, скрипки, флейты и другие традиционные инструменты используются во многих песнях. Группа часто относится к прог-металу, хотя строгого следования линии жанра не наблюдается.

## Лирика
Лирика группы разнообразна, но как правило включает в себя фантазии на темы творчества Толкиена (иногда даже с конкретными отсылками к местам либо существам из его произведений) и более традиционным фольклором, с дополнительными акцентами на оттенках фэнтези и темах в нью-эйдж стиле.
В своих текстах группа не делает ссылок на литературу 19-го века, несмотря на то, что своё название группа берёт из романа «Грозовой перевал» Эмили Бронте, и аллюзию их альбома 2004 года к роману «Вдали от обезумевшей толпы» Томаса Харди.

## Составы

### Текущий состав
- Эрик Равн — гитара, бас-гитара, клавишные, мандолина, бэк-вокал (1989-наши дни)
- Мортен Гейд Соренсен — ударные, перкуссия (2002-наши дни)
- Нильс Патрик Юханссон — вокал (2003-наши дни)
- Тедди Мёллер — бас-гитара, гитара, ударные, бэк-вокал (2004-наши дни)
- Андреас Линдаль — клавишные (2004-наши дни)
- Мартен Арендал — гитара (2004-наши дни)

### Бывшие участники
- Джон Сондер — гитара (1989—1990)
- Мортен Бёрч — бас-гитара (1989—1994)
- Кеннет Саандвиг — ударные (1990—1998), бэк-вокал (1990—1992)
- Мартен Ропке — гитара (1991—1992)
- Янник Б. Ларсен — гитара (1992—1994)
- Трёльс Либготт — вокал (1993—1996)
- Тим Кристенсен — клавишные (1993—1996)
- Тим Могенсен — бас-гитара (1994—1995)
- Луиз — скрипка (1994—1995)
- Руне С. Бринк — клавишные (1996—2004)
- Мортен Нодгаард — вокал (1996—1997), ударные (1998—2000)
- Каспер Грам — бас-гитара (1996—2000)
- Кристиан «Крилле» Андрен — вокал (1998—2002)
- Петер Йенсен — гитара (1999)
- Хенрик Флаймен — гитара (2002—2004)

### Приглашенные участники
- Трёльс Либготт — флейта (1997)
- Генриетта Кордес — скрипка (1997)
- Лоренцо Дехо — бас-гитара (2002)
- Йет Хансен — волынка (2003)
- Лизбет Саген — (2003—2006)
- Ульрик Тофте Йесперсен — флейта (2003)
- Хенрик Сванекер — банджо (2003)
- Томми Хансен — электроорган, клавишные, аккордеон, перкуссия, бэк-вокал (2006—2010)

## Дискография
- Tales From The Woods (демо-кассета) (1992) — как Minas Tirith
- Vergelmir (демо-кассета) (1995) — как Vergelmir
- Within (демо-CD-R) (1997)
- Within (1999)
- To Travel For Evermore (2002)
- Far From the Madding Crowd (2003 Япония; 2004 США, Европа)
- The Shadow Cabinet (2006)
- Salt (2010)

## Другие релизы
- Sorrow In Memoriam — Extremity Rising Vol.2 (1996) — как Vergelmir
- Hunter In The Dark — Hard 'n' Heavy vol.21 (2000)
- The Nevershining Stones — ProgPower USA III Showcase CD Sampler (2002)
- Tree — Hammer World Magazine Compilation — Let The Hammer Fall Vol.26 (2004)
- Tree — Sweden Rock Magazine Gratis CD Vol.2 (2004)
- The Bollard — Las Nuevas Baladas Rock (2006)
- Beautifool — Hammer World Magazine Compilation — Let The Hammer Fall Vol.52 (2006/2007)

### Видео
- Бонусное видео на DVD ProgPower USA V — Behind The Scenes Documentary (2005)
- Roaming Far From Home — Live At ProgPower 2004 (2006) — бонус-диск к альбому The Shadow Cabinet (только в США)